# Limonar, Cuba
Limonar là một đô thị và thành phố ở tỉnh Matanzas của Cuba.
Thành phố này được chia thành các barrio Canímar, Guamacaro, Caoba, Sumidero, Coliseo và San Miguel.
Được thành lập năm 1876 với tên Guamacaro, khu định cư này đã được đổi tên thành Limonar thập niên 1950, khi khu vực này được công nhận là đô thị.

## Dân số
Năm 2004, đô thị Limonar có dân số 25.421 người. với tổng diện tích 449 km² (173,4 mi²), và mật độ dân số 56,6người/km² (146,6người/sq mi).